# HD150559
HD150559 — подвійна зоря. 
Дана подвійна система має видиму зоряну величину в смузі V приблизно10,4.

## Подвійна зоря
Головна зоря цієї системи належить до хімічно пекулярних зір й має спектральний клас A.
Інша компонента має  спектральний клас F.